# Larry Merchant
Larry Merchant (* 11. Februar 1931 in New York City) ist ein US-amerikanischer Sportjournalist.
Merchant war vor allem Boxkommentator und der Standardsprecher von HBO und einer der anerkanntesten Fachleute unter den amerikanischen Boxsportkommentatoren.
In mehreren Spielfilmen trat er als Sprecher oder Kommentator auf. Für die Fernsehdokumentation Son of the Not-So-Great Moments in Sports (1986) und eine Episode der Fernsehserie Legendary Nights (The Tale of Chavez vs. Taylor, 2003) schrieb er das Drehbuch.

## Schriften
- And every day you take another bite. Doubleday, Garden City, N.Y. 1971.
- The national football lottery. Holt, Rinehart and Winston, New York 1973, ISBN 0-03010736-9.
- Ringside seat at the circus. Holt, Rinehart and Winston, New York 1976, ISBN 0-03015631-9.

## Filmografie (Auswahl)
- 1999: Knocked Out – Eine schlagkräftige Freundschaft (Play It to the Bone, Regie: Ron Shelton)
- 2001: Ocean’s Eleven (Regie: Steven Soderbergh)
- 2002: I Spy (Regie: Betty Thomas)
- 2006:  Rocky Balboa (Regie: Sylvester Stallone)
- 2010: The Fighter (Regie: David O. Russell)
- 2011: Klitschko (Regie: Sebastian Dehnhardt)
- 2013: Zwei vom alten Schlag (Grudge Match, Regie: Peter Segal)